# Чернышевский, Николай Гаврилович
Никола́й Гаври́лович Черныше́вский (12 [24] июля 1828, Саратов, Российская империя — 17 [29] октября 1889, там же) — русский литературный критик, революционер-демократ, теоретик утопического социализма, философ-материалист, публицист и писатель.
Сочинения Николая Чернышевского оказали влияние на творчество и взгляды Владимира Ленина, Эммы Гольдман и некоторых других революционеров и социалистов. К Чернышевскому был близок сербский социалист Светозар Маркович. Положительно о творчестве Чернышевского отзывался Карл Маркс.

## Биография
Чернышевский родился 24 июля 1828 года в семье протоиерея Александро-Невского кафедрального собора Саратова Гавриила Ивановича Чернышевского (1793 — 23 октября 1861), сына дьякона села Чернышёво Чембарского уезда Пензенской губернии Ивана Васильевича Чернышевского. Название села и дало ему фамилию.
Мальчик с детства страдал сильнейшей близорукостью.
В детстве я не мог выучиться ни одному из ребяческих искусств, которыми занимались мои приятели-дети: ни вырезать какую-нибудь фигурку перочинным ножичком, ни вылепить что-нибудь из глины, даже сетку плести (для забавы ловлей маленьких рыбок) я не выучился: петельки выходили такие неровные, что сетка составляла не сетку, а путаницу ниток, ни к чему не пригодную.Письмо Чернышевского из Сибири (1876)
Невозможность заниматься практической деятельностью влекла мальчика к книгам. Мальчик очень много (и беспорядочно) читал, в семье имел прозвище «библиофага». Сам Чернышевский вспоминал об этом так:
Я сделался библиофагом, пожирателем книг, очень рано… В десять лет я уже знал о Фрейнсгеймии, и о Петавии, и о Гревии, и об учёной госпоже Дасиер, — в 12 лет к моим ежедневным предметам рассмотрения прибавились люди в роде Корнелиуса а Лапиде, Буддея, Адама Зерникава (его я в особенности уважал)… читал решительно всё, даже ту «Астрономию» Перевощикова, которая напечатана в четвёрку и в которой на каждую строку, составленную из слов, приходится чуть ли не страница интегральных формул.
До 14-летнего возраста учился дома под руководством отца, многосторонне образованного и очень религиозного человека, и двоюродной сестры, Л. Н. Пыпиной. Отец выучил его латинскому языку. Архиепископ Никанор (Бровкович) также указывал, что с раннего детства к нему был приставлен гувернёр-француз, которому «в Саратове и приписывали первоначальное направление юного Чернышевского».
В 1843 году поступил в Саратовскую духовную семинарию. В семинарии он пробыл три года, «будучи необыкновенно тщательно развит не по годам и образован далеко выше семинарского курса своих сверстников»; не окончив её, в 1846 году он поступил в Петербургский университет на историко-филологическое отделение философского факультета.
Мировоззрение Чернышевского формировалось под влиянием французского и английского материализма XVII—XVIII веков, трудов естествоиспытателей — Ньютона, Лапласа, Лаланда и других идей социалистов-утопистов, классиков мелкобуржуазной политэкономии, сочинений Гегеля и в особенности антропологического материализма Фейербаха. Как публицист он вдохновлялся текстами Виссариона Белинского и Александра Герцена. Влияние на формирование его взглядов оказал также кружок Иринарха Ивановича Введенского. В это время Чернышевский начал писать свои первые художественные произведения.

Памятная плита ул. Некрасова, 17, Саратов

В 1850 году окончив курс кандидатом, получил назначение в Саратовскую гимназию (Саратов, ул. Некрасова 17) и весной 1851 года приступил к работе: преподавал словесность. Здесь молодой учитель использовал своё положение для проповеди революционных идей.
В 1853 году встретил будущую жену, Ольгу Сократовну Васильеву, вместе с которой после свадьбы переехал из родного Саратова в Санкт-Петербург. Высочайшим приказом 24 января 1854 года Чернышевский был определён учителем во Второй кадетский корпус. Будущий писатель зарекомендовал себя прекрасным преподавателем, но пребывание его в корпусе оказалось недолгим. После конфликта с офицером Чернышевский был вынужден подать в отставку.

### Литературная деятельность

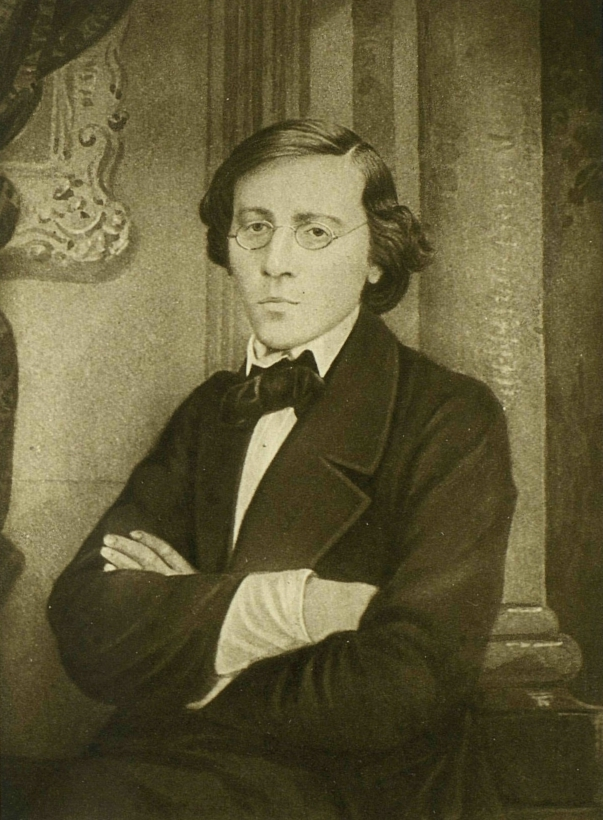
Н. Г. Чернышевский. Фотография В. Я. Лауфферта. 1859 год

Литературную деятельность начал в 1853 г. небольшими статьями в «Санкт-Петербургских Ведомостях» и «Отечественных Записках».
В начале 1854 года он перешёл в журнал «Современник», где в 1855—1862 годах являлся фактически руководителем журнала наряду с Н. А. Некрасовым и Н. А. Добролюбовым, вёл решительную борьбу за превращение журнала в трибуну революционной демократии, что вызывало протест литераторов-либералов (В. П. Боткин, П. В. Анненков и А. В. Дружинин, И. С. Тургенев), сотрудничавших в «Современнике».
11 мая 1855 года в университете состоялась защита диссертации «Эстетические отношения искусства к действительности», ставшей большим общественным событием и воспринятой как революционное выступление, в этой работе он подвергал резкой критике эстетику идеалистов и теорию «искусство для искусства». Министр просвещения А. С. Норов помешал присуждению учёной степени, и лишь в 1858 году, когда Норова на посту министра сменил Е. П. Ковалевский, последний утвердил Чернышевского в степени магистра русской словесности.
В 1858 году он стал первым редактором журнала «Военный сборник». Ряд офицеров (Сераковский, Калиновский, Шелгунов и др.), был вовлечён им в революционные кружки. Об этой работе Чернышевского были хорошо осведомлены Герцен и Огарёв, стремившиеся привести армию к участию в революции. Вместе с ними считается родоначальником народничества.
В 1860-е годы Чернышевский стал признанным лидером публицистической школы русского философского материализма. Главное философское сочинение Чернышевского — «Антропологический принцип в философии» (1860). В нём изложена монистическая материалистическая позиция автора, направленная как против дуализма, так и против идеалистического монизма. Определяя философию как «теорию решения самых общих вопросов науки», он обосновывал положения о материальном единстве мира, объективном характере законов природы, используя данные естественных наук.
В конце 1857 г. он приступает к сочинению статей, освещавших экономико-политические вопросы, в первую очередь касающиеся планируемых аграрных реформ. В конце 1858 г. стал выступать с призывами к тому, чтобы реформа была сорвана революционным путём, поскольку успех реформ мог привести к затуханию революционных настроений.
1861 год. Оглашается императором Александром Николаевичем «Высочайший манифест от 19.02.1861 Об отмене крепостного права», начинается осуществление реформы. Деятельность Чернышевского приобретает в это время наибольший размах, крайнюю напряжённость. Не входя формально в тайное революционное общество «Земля и воля», Чернышевский является его несомненным вдохновителем. Недаром же Маркс и Энгельс называли его «главой революционной партии».
Чернышевского считали автором воззвания «Великорусс». В ней содержались требования возвращения крестьянам отрезков, выплаты выкупа «за счёт всей нации», освобождения Польши, введения демократической конституции и политических свобод, суда присяжных и реформ местного самоуправления.
С сентября 1861 года находится под тайным надзором полиции. Шеф жандармов Долгоруков даёт такую характеристику Чернышевскому:

Подозревается в составлении воззвания «Великорусс», в участии составления прочих воззваний и в постоянном возбуждении враждебных чувств к правительству". Подозревался в причастности к пожарам 1862 года в Петербурге.
В мае 1862 года журнал «Современник» был закрыт на 8 месяцев.
В 1863 году в возобновлённом журнале «Современник» был напечатан роман «Что делать?», написанный Чернышевским, находившимся под арестом в Петропавловской крепости. Это произведение стало самой известной работой писателя.

### Арест и следствие
7 июля 1862 года Чернышевский был арестован и помещён в одиночную камеру под стражей в Алексеевском равелине Петропавловской крепости по обвинению в составлении прокламации «Барским крестьянам от их доброжелателей поклон». Воззвание к «Барским крестьянам» было переписано рукою Михайлова и передано Всеволоду Костомарову, оказавшемуся, как потом выяснилось, провокатором.
В служебной документации и переписке между жандармерией и тайной полицией назывался «врагом Российской Империи номер один». Поводом для ареста послужило перехваченное полицией письмо Герцена к Н. А. Серно-Соловьевичу, в котором упоминалось имя Чернышевского в связи с предложением издавать запрещённый «Современник» в Лондоне.
Следствие продолжалось около полутора лет. Чернышевский вёл упорную борьбу со следственной комиссией. В виде протеста против незаконных действий следственной комиссии Чернышевский объявил голодовку, которая продолжалась девять дней. Вместе с тем Чернышевский продолжал работать и в тюрьме. За 678 суток ареста Чернышевский написал текстовых материалов в объёме не менее 200 авторских листов. Наиболее полномасштабно утопические идеалы арестантом Чернышевским были выражены в романе «Что делать?» (1863), опубликованном в 3, 4 и 5 номерах «Современника».

### Каторга и ссылка
7 февраля 1864 года сенатором М. М. Карниолиным-Пинским был объявлен приговор по делу Чернышевского: ссылка на каторжные работы сроком на 14 лет, а затем поселение в Сибири пожизненно. Александр II уменьшил срок каторжных работ до 7 лет, в целом Чернышевский пробыл в тюрьме, на каторге и в ссылке свыше двадцати лет.
19 (31) мая 1864 года в Петербурге на Мытнинской площади состоялась гражданская казнь революционера. После изнурительной тяжёлой дороги Чернышевского 2 (14) июля 1864 года доставили из Петербурга в Иркутск. Затем по распоряжению губернского начальства его повезли на Усольский солеваренный завод. Здесь и начались дни каторжной работы Н. Г. Чернышевского. «Я приехал в Усолье 10 (22) июля 1864 года, — писал Николай Гаврилович своей жене Ольге Сократовне, — с этого дня считается начало срока».
Чернышевский встретился здесь со своими единомышленниками. В Усолье жил в ссылке видный представитель московского, революционного подполья П. Г. Заичневский. Вместе с Н. Г. Чернышевским отбывал в Усолье каторгу и встречался с ним Я. А. Ушаков. Пребывание Н. Г. Чернышевского в Усолье вызвало с первых же дней страх и беспокойство местных властей. Они боялись, что Чернышевский будет оказывать революционизирующее влияние на политических каторжан.
В секретной докладной записке, датированной 15 (27) июля 1864 года, штабс-капитан Бориславский, комендант для надзора за политическими преступниками в солеваренном заводе, высказывал свое мнение о необходимости Н. Г. Чернышевского и Я. Ушакова «не содержать вместе с прочими, а отослать в Нерчинские рудники, так как образ их мыслей может иметь вредные последствия для остальных политических преступников». Всего двенадцать дней находился Чернышевский в Усолье.
Примерно в это время Чернышевский пишет роман «Старина», о предреформенной России. Роман был закончен, рукопись отправлена А. Н. Пыпину в 1866 году. Рукопись была уничтожена Пыпиным, опасавшимся полицейского обыска.
22 июля (3 августа) 1864 года казённая повозка повезла его за Байкал, на Нерчинскую каторгу в Кадаинскую тюрьму. Забайкальский военный губернатор Дитмар не разрешил заболевшему в дороге Чернышевскому даже суточную днёвку на читинском этапе, и его сразу же повезли дальше, в Нерчинский Завод, куда он был доставлен 3 августа 1864 года совершенно больной. 4 августа Чернышевский был привезён в Кадаю и помещён под караулом в тюремный лазарет.
В 1866 году Н. Г. Чернышевский был переведён в Александровский Завод и пробыл там до 1871 года.
В Александровском заводе в 1867—1870 годы Чернышевский работал над романом «Пролог» — вторую часть задуманной им трилогии. Чернышевский придавал большое значение этому роману. Он настойчиво требовал от Пыпина опубликовать текст в России и за границей:

Прошу напечатать, сколько возможно по цензурным условиям. Если уцелеет хоть половина, и то хорошо. Я писал с мыслью издать во французским] или английск[ом] переводе.
Пыпин не стал печатать роман, сочтя его политически несвоевременным и литературно беспомощным. Но через четыре года, в 1874 году, другой экземпляр рукописи «Пролога» был доставлен Г. Лопатиным в Лондон. Это была копия, снятая М. Муравским во время его совместного пребывания с Чернышевским в Александровском заводе. После своего освобождения и возвращения в Россию Муравский передал её Глебу Успенскому, от которого она попала в руки Г. Лопатина.
В 1871 году у Чернышевского кончился официально установленный срок каторжных работ, он находился в это время в Александровском Заводе. Непосредственный начальник над Н. Г. Чернышевским полковник А. Е. Кноблох запросил вышестоящие инстанции о дальнейших мерах до по отношению к Чернышевскому. 22 июня 1871 года пришёл ответ, разъяснивший, что Высочайшая милость по отношению к некоторым политическим каторжанам «об обращении сих преступников в разряд сосланных на житьё, не должна быть распространена на преступников: Николая Чернышевского и Николая Ишутина, как по важности совершенных им преступлений, так и ввиду их неблагонадежности».
После этого в 1871 году под конвоем жандармов Чернышевский был отправлен из Александровского Завода в Вилюйск.
В 1874 году ему официально предложено освобождение, но он отказывается подать прошение о помиловании. В Александровском Заводе по сей день сохранился дом-музей Н. Г. Чернышевского — дом, в котором он жил.
В Вилюйске Чернышевский пытался продолжать литературную и журналистскую деятельность. В июне 1886 года начал работу над книгой «Материалы для биографии Н. А. Добролюбова». Зимой того же года работал над повестью «Вечера у княгини Старобельской». Первые главы повести были посланы через Лаврова в редакцию «Русской мысли», но не опубликованы из-за крайне низкого качества текста. Окончание повести Чернышевский уничтожил.

### Попытки освободить Чернышевского
Организатором одной из попыток освобождения Чернышевского (1871) из ссылки был Г. А. Лопатин, член Генерального Совета I Интернационала. В январе 1871 года он нелегально прибыл в Иркутск для подготовки побега, но был опознан и арестован.
В 1875 году освободить Чернышевского попытался И. Н. Мышкин. Ему удалось раздобыть казённые бумаги с печатью и штампом, а также мундир жандарма, однако и он был опознан и арестован.

### Последние годы и смерть

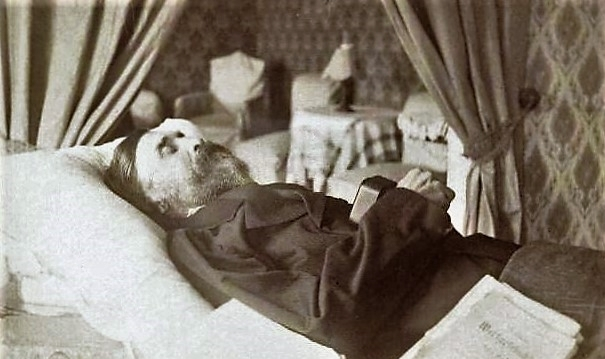
Чернышевский на смертном одре

В 1883 году Чернышевскому было дозволено вернуться в европейскую часть России, в Астрахань (по некоторым данным, в этот период переписчиком у него работал Константин Фёдоров). В Астрахани он пробыл пять с половиной лет. Его сын, Михаил Чернышевский, пытался добиться перевода отца в Петербург или Москву, где ему было бы проще заниматься литературным трудом, но его прошения успеха не имели. В конце концов ему удалось добиться перевода Чернышевского в Саратов, куда он прибыл 27 июня 1889 года. 11 октября он заболевает малярией. Чернышевский скончался в 0:37 ночи 17 октября 1889 года на 62-м году жизни от кровоизлияния в мозг (геморрагический инсульт).
20 октября 1889 года Чернышевский был похоронен в Саратове на Воскресенском кладбище. По словам сына, к гробу было прислано около сорока венков. Летом 1891 года на средства, собранные почитателями Чернышевского, на его могиле была поставлена железная часовня, где и были размещены венки.

### Судьба наследия
До 1905 года сочинения Чернышевского были в России под запретом. Это не мешало их широчайшей известности — книги печатались как за границей, так и в самой России. В либеральных и революционных кругах знакомство с романом «Что делать?» и публицистикой Чернышевского считалось обязательным. При этом его позднее творчество интереса не вызывало.

## Семья
Дед (по матери) — Егор (Георгий) Иванович Голубев (1781 — 20.04.1818), протоиерей саратовской Нерукотворенно-Спасской (Сергиевской) церкви, «был человек честный, учёный и любимый многими».
Бабка (по матери) — Пелагея Ивановна Голубева, урождённая Кириллова (1780—1847), дочь саратовского священника Иоанна (Ивана) Кириллова (около 1761—после 1821) и его супруги Мавры Порфирьевны (около 1761—после 1814). Была «типической, суровой, властной, непреклонной женщиной старого века, с характером, подчиняющим себе окружающих». Имела двух дочерей.
Отец — Гавриил Иванович Чернышевский (5.07.1793—23.10.1861), старший сын дьякона села Чернышёвки Чембарского уезда Пензенской губернии Ивана Васильева (1763—1809) и его супруги Евдокии (Авдотьи) Марковны (1767—1835). У него были сестра Степанида (1791—?) и брат Фотий (1794—?). После обучения в Тамбовском училище Гавриил Иванович был переведён в Пензенскую семинарию, где и получил фамилию по месту рождения с. Чернышёво Пензенской губернии — Чернышевский, для включения его в списки семинаристов. Женившись на дочери протоиерея Е. И. Голубева, в 1825 году стал протоиереем в Саратове; с 1826 года — член духовного правления. Знал языки и историю.
Мать — Евгения Егоровна Голубева (30.11.1803—19.04.1853), венчалась с Г. И. Чернышевским 7 июня 1818 года.
Тётка — Александра Егоровна Голубева (1806—15.08.1884), единственная сестра Е. Е. Чернышевской. Была дважды замужем: 1) за подпоручиком артиллерии Николаем Михайловичем Котляревским (ум. 28.08.1828). У них было трое детей: Любовь (1824—1852), Софья (1826—1827) и Егор (1828—1892); 2) с 1831 года за мелкопоместным дворянином Николаем Дмитриевичем Пыпиным (1808—1893), саратовским чиновником, от которого родила ещё 8 детей, в числе которых был А. Н. Пыпин.
Сестра — Пелагея Гавриловна Чернышевская (7.09.1825—25.09.1825), прожила меньше месяца.

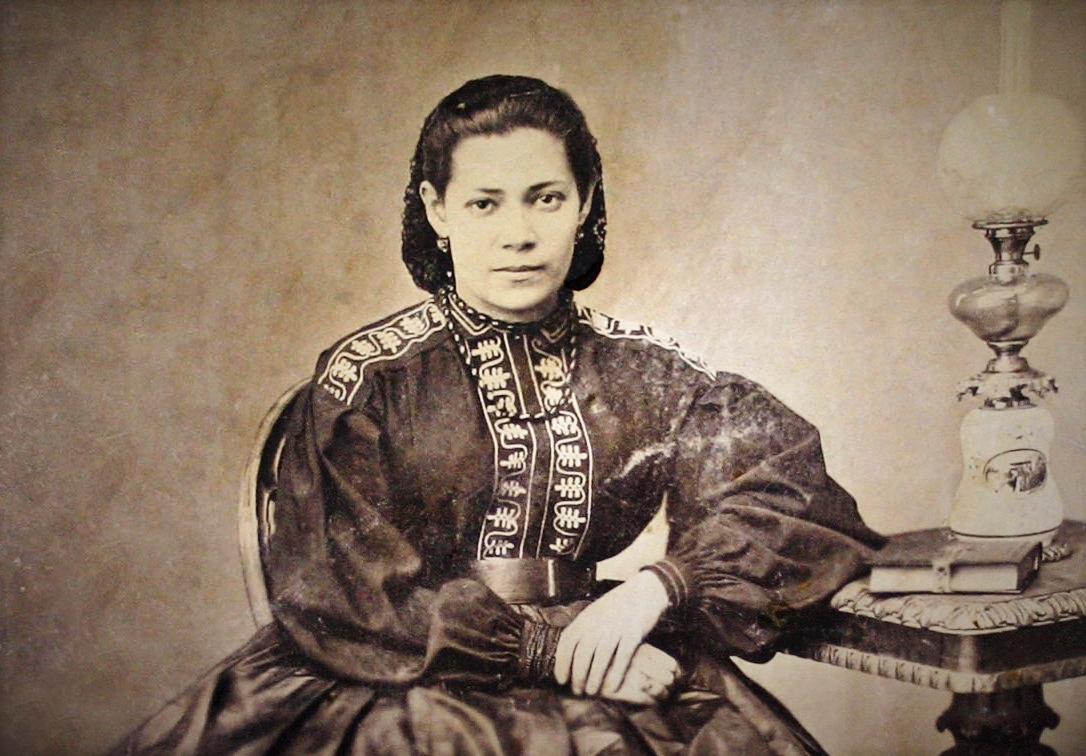
Ольга Сократовна, жена Н. Г. Чернышевского

Н. Г. Чернышевский был женат с 29 апреля 1853 года на Ольге Сократовне Васильевой (15.03.1833—11.07.1918), дочери саратовского доктора Сократа Евгеньевича Васильева (1796—1860) и Анны Кирилловны Казачковской, дочери генерал-лейтенанта К. Ф. Казачковского. Ольга Сократовна «была жизнерадостной, энергичной, любящей подвижные игры, весёлой и смелой девушкой». У них родилось трое сыновей:
- Александр (5.03.1854, Санкт-Петербург, — 17.01.1915, Рим, Италия), математик по образованию, всю жизнь увлекавшийся литературой.
- Виктор (20.01.1857, Санкт-Петербург, — ноябрь 1860, там же), умер в детстве.
- Михаил (7.10.1858, Санкт-Петербург, — 3.05.1924, Москва), был первым директором музея-усадьбы Н. Г. Чернышевского. Был женат на Елене Матвеевне Соловьёвой (1864—1940)

## Журналистская деятельность
Продолжая традиции критики Белинского, стремился раскрыть сущность общественных явлений, донести до читателя свои революционные взгляды. Писал множество статей и рецензий, направленных на объяснение тех или иных новых литературных течений, был одним из первых критиков, раскрывших в творчестве Толстого так называемую «диалектику души».

## Философские взгляды
Являлся последователем русской революционно-демократической мысли и прогрессивной западноевропейской философии (французских материалистов XVIII века, социал-утопистов Фурье и Фейербаха). В университетские годы переживал недолгое увлечение гегельянством, впоследствии подвергал критике идеалистические воззрения, христианскую, буржуазную и либеральную мораль как «рабскую».
Философия Чернышевского монистична и направлена против дуализма, объективно идеалистического и субъективно-идеалистического монизма. Определяя философию как «теорию решения самых общих вопросов науки», он обосновывал положение о материальном единстве мира, объективном характере природы и её законов (напр., закона причинности), широко используя данные химии, физики, биологии и др. естественных наук. Объясняя идеальное как порождение материального, рассуждая о материальных основах сознания, Чернышевский опирался также на данные опытной психологии и физиологии. В философии Чернышевского значительное место занимают идеи, связанные с антропологическим материализмом, что сближает его с Фейербахом.

### Этика Чернышевского
Чернышевский является автором концепции «разумного эгоизма». Человек действует, чтобы избежать страдания и достичь удовольствия, и это естественно. Однако некоторые удовольствия оборачиваются страданиями впоследствии, что приводит к идее разумного поведения, когда человек способен отказаться от немедленного удовольствия, чтобы потом избежать страданий или получить большее удовольствие. Философ утверждает, что индивидуум «поступает так, как приятней ему поступать, руководится расчётом, велящим отказываться от меньшей выгоды и меньшего удовольствия для получения большей выгоды, большего удовольствия», даже если меньшая выгода ждёт человека сейчас, а большая — потом.
Дальнейшее развитие этой идеи приводит к выводу, что для подлинно разумного (то есть отождеставляющего себя со своим разумом) человека даже самопожертвование во имя торжества идеала является, по существу, эгоистическим актом, поскольку такой ценой он утверждает свою волю.
Отрицая существование свободы воли, Чернышевский признаёт действие закона причинности: «То явление, которое мы называем волею, является звеном в ряду явлений и фактов, соединённых причинной связью».
По Чернышевскому, главными факторами, формирующими нравственное сознание, являются «естественные потребности», а также «общественные привычки и обстоятельства». Удовлетворение потребностей, с его точки зрения, устранит препятствия расцвету личности и причины нравственных патологий, для этого нужно изменить сами условия жизни (через революцию). Материализм служил теоретическим обоснованием политической программы революционеров-демократов. Они критиковали реформаторские надежды на «просвещённого монарха» и «честного политика». Просвещение людей должно служить тому, что они научатся выбирать новые и прогрессивные пути, то есть становиться «новыми людьми», идеалы которых — служение народу, революционный гуманизм, исторический оптимизм.

### Эстетика Чернышевского
Основной труд — диссертация «Эстетические отношения искусства к действительности». Защита, несмотря на противодействие Министерства просвещения, состоялась в мае 1855 года и вызвала большой интерес у публики.
Чернышевский выступает против тезиса, что прекрасное создаётся искусством. По его мнению, прекрасное — это свойство жизни, «прекрасное есть жизнь». Поэтому единственный путь для достижения прекрасного — подражание жизни в её наиболее интересных проявлениях. Более того, Чернышевский утверждал, что творения природы прекраснее любого художественного творчества. Он утверждал буквально следующее: «произведения искусства решительно не могут выдержать сравнения с живой действительностью. Гораздо лучше смотреть на самое море, нежели на его изображение, но, за недостатком лучшего, человек довольствуется худшим».
Предметом искусства у Чернышевского является не прекрасное, а именно «интересное» (для большинства людей). Он же утверждает, что, поскольку люди различны (например, разделены по общественным классам), то у них разные интересы и разные представления об интересном — а следовательно, искусство имеет классовую природу и не является всеобщим. Всеобщим могло бы быть «общеинтересное искусство», возможное только в классово-однородном обществе, к которому стремятся революционеры.
Чернышевский выделяет три задачи искусства: а) воспроизведение жизненных явлений, б) их объяснение, в) их нравственная оценка (то есть оценка с позиции идеала). Искусство должно «помогать людям лучше понять жизнь», «быть учебником жизни», воспитывать в человеке определённое мировоззрение, а также подвигать человека к деятельности (для Чернышевского — служению революции).

## Политическая идеология

### Крестьянский вопрос
В опубликованных в 1858—1859 гг. трёх статьях под общим названием «О новых условиях сельского быта» Чернышевский в подцензурной форме и внешне благонамеренном тоне проводил идею немедленного освобождения крестьян с землёй без всякого выкупа, тогда сохранится общинное владение землёй, что постепенно приведёт к социалистическому землепользованию. По словам Ленина, этот утопический подход мог провести решительную ломку феодальной старины, что привело бы к наиболее быстрому и прогрессивному развитию капитализма.
В то время как официальная пресса печатала манифест Александра II от 19 февраля 1861 на первой странице, «Современник» поместил лишь выдержки из Царского Указа в конце книжки, в виде приложения, не имея возможности прямо раскрыть характер реформы. В том же номере были напечатаны стихи американского поэта Лонгфелло «Песни о неграх» и статья о рабстве афроамериканцев в США. Читатели понимали, что хочет сказать этим редакция.
В поздние годы Чернышевский пришёл к взглядам, которые можно назвать «левым славянофильством» — а именно, построение социалистического общества на основе традиционной крестьянской общины, которую считал «зародышем социализма». Его рассуждения на эту тему вызвали интерес Карла Маркса.

### Женский вопрос
Чернышевский полагал, что эмансипация необходима и мужчинам, и женщинам. В своём дневнике он писал о том, что женщина должна быть равна мужчине, но в современном ему обществе необходимо учитывать, что женщины находятся в весьма угнетённом положении и, «когда палка долго искривлена в одну сторону, чтобы выпрямить её, должно много перегнуть на другую сторону».
Чернышевский отрицал традиционные гендерные представления и в конце жизни даже писал в письме Юлии Пыпиной о том, что в далёком будущем понятия «мужчина» и «женщина» должны исчезнуть:

Зачем ты, господи, родил на свет женщин? — помните, у Гоголя размышляет хохол-мудрец. Я тоже: недоумеваю.

Но когда-нибудь будут на свете только «люди»; ни женщин, ни мужчин (которые для меня гораздо нестерпимее женщин) не останется на свете. Тогда люди будут счастливы.

## Социально-экономические воззрения
Для Чернышевского община — патриархальный институт русской жизни, в общине существует «товарищеская форма производства» параллельно с капиталистическим производством, которое со временем будет упразднено. Тогда будет окончательно утверждено коллективное производство и потребление, после чего община как форма производственного объединения исчезнет. Срок перехода от обработки земли частными силами отдельного хозяина к общинной обработке целой мирской дачи он оценивал в 20-30 лет. Использовал идеи Фурье и его главного ученика Консидерана. В «Очерках из политической экономики» с некоторыми оговорками передаёт учение утописта о труде, указывая на необходимость крупного производства, и разъясняет невыгодность труда наёмного. Чернышевский считал, что «потребитель продукта должен являться и его хозяином-производителем». Согласно воззрениям Фурье, Чернышевский указывал на преувеличенное значение торговли в современном обществе и недостатках её организации. В романе «Что делать?» прямо изобразил фаланстер (Четвёртый сон Веры Павловны).

## Адреса в Санкт-Петербурге
- 19.06.1846 — 20.08.1846 года — доходный дом Прилуцкого — Наб. Екатерининского канала (ныне — канал Грибоедова), 44;
- 21.08.1846 — 07.12.1846 года — доходный дом Вяземского — Наб. Екатерининского канала (ныне — канал Грибоедова), 38, кв. 47;
- 1847—1848 гг. — дом Фридерикса — Владимирская улица, 13;
- 1848 год — доходный дом Соловьёва — Вознесенский проспект, 41;
- 20.09.1849 — 10.02.1850 года — квартира Л. Н. Терсинской в доходном доме И. В. Кошанского — Большая Конюшенная улица, 15, кв. 8;
- 12.1850 — 12.03.1851 года — Офицерская улица, 45;
- 13.05.1853 — 01.08.1853 года — Офицерская улица, 45;
- 1853—1854 гг. — квартира И. И. Введенского в доходном доме Бородиной — набережная реки Ждановки, 7;
- 22.08.1855 — конец 06.1860 года — Поварской переулок, 13, кв. 6;
- конец 06.1860 — 07.06.1861 года — доходный дом В. Ф. Громова — 2-я линия Васильевского острова, 13, кв. 7;
- 08.06.1861 — 07.07.1862 года — доходный дом Есауловой — Большая Московская улица, 6, кв. 4.

## Отзывы
- Г. В. Плеханов отмечал: «моё собственное умственное развитие совершилось под огромнейшим влиянием Чернышевского, разбор взглядов которого был целым событием в моей литературной жизни»[25].
- Информация о Чернышевском содержится в воспоминаниях общественного деятеля России Л. Ф. Пантелеева.
- Писатель В. А. Гиляровский после прочтения «Что делать?» сбежал из дома на Волгу — в бурлаки.
- Один из наиболее выразительных памятников Чернышевскому создал скульптор В. В. Лишев. Памятник был открыт на Московском проспекте в Ленинграде 2 февраля 1947 года.
- С элементами сатиры образ Чернышевского был представлен в романе «Дар» (1937) В. В. Набокова.

## Педагогическая теория
В философско-педагогических взглядах Чернышевского можно проследить прямую взаимосвязь между политическим режимом, материальным достатком и образованием. Чернышевский отстаивал решительную, революционную переделку общества, для чего необходимо готовить сильных, умных, свободолюбивых людей.
Педагогический идеал для Чернышевского — это всесторонне развитая личность, готовая к саморазвитию и самопожертвованию ради общественного блага.
Недостатками современной ему системы образования Чернышевский считал низкий уровень и потенциал русской науки, схоластичные методы преподавания, муштру вместо воспитания, неравенство женского и мужского образования.
Чернышевский отстаивал антропологический подход, считая человека венцом творения, изменчивым, деятельным существом. Социальные перемены ведут к изменению всего общества в целом и каждого отдельного индивида в отдельности. Он не считал наследственным дурное поведение — это следствие плохого воспитания и бедности.
Одним из главных свойств человеческой натуры Чернышевский считал активность, природа которой коренится в осознании недостаточности и стремлении эту недостаточность ликвидировать.

## Произведения

### Романы
- 1862−1863 — Что делать? Из рассказов о новых людях
- 1863 — Повести в повести (незакончено)
- 1867−1870 — Пролог. Роман из начала шестидесятых годов.

Роман описывает любовные интриги в среде петербургской интеллигентной публики. Обсуждается также подготовка крестьянской реформы — с позиций разумного скептицизма. Роман должен был стать первой частью ненаписанного цикла. Отношение к роману можно назвать противоречивым. Пыпин старался воспрепятствовать его публикации, так как считал этот текст губительным для репутации Чернышевского.
- 1879−1884 — Отблески сияния. Роман не закончен, однако автор считал нужным его напечатать как посмертную публикацию неизвестного автора[27].

### Повести
- 1848 — Теория и практика
- 1848 — Пониманье (Не судите)
- 1863 — Алферьев
- 1871 — История одной девушки
- 1886 — Вечера у княгини Старобельской

### Рассказы
- 1863 — Потомок Барбаруссы. Исторический рассказ
- 1864 — Мелкие рассказы
- 1871 — Знамение на кровле (По рассказу очевидца)
- 1875 — Академия Лазурных гор

### Пьесы
- 1871 — Драма без развязки
- 1872 — Мастерица варить кашу. Пастораль в одном действии
- 1872 — Великодушный муж

### Литературная критика
- 1850 — О «Бригадире» Фонвизина. Кандидатская работа.
- 1854 — Об искренности в критике.
- 1854 — Песни разных народов.
- 1854 — Бедность не порок. Комедия А. Островского.
- 1855 — Сочинения Пушкина.
- 1855−1856 — Очерки гоголевского периода русской литературы.
- 1856 — Александр Сергеевич Пушкин. Его жизнь и сочинения.
- 1856 — Стихотворения Кольцова.
- 1856 — Стихотворения Н. Огарёва.
- 1856 — Собрание стихотворений В. Бенедиктова.
- 1856 — Детство и отрочество. Военные рассказы графа Л. Н. Толстого.
- 1856 — Очерки из крестьянского быта А. Ф. Писемского.
- 1857 — Лессинг. Его время, его жизнь и деятельность.
- 1857 — «Губернские очерки» Щедрина.
- 1857 — Сочинения В. Жуковского.
- 1857 — Стихотворения Н. Щербины.
- 1857 — «Письма об Испании» В. П. Боткина.
- 1858 — Русский человек на rendez-vous. Размышления по прочтении повести г. Тургенева «Ася».
- 1860 — Собрание чудес, повести, заимствованные из мифологии.
- 1861 — Не начало ли перемены? Рассказы Н. В. Успенского. Две части.

### Публицистика
- 1856 — Обзор исторического развития сельской общины в России Чичерина.
- 1856 — «Русская беседа» и её направление.
- 1857 — «Русская беседа» и славянофильство.
- 1857 — О поземельной собственности.
- 1858 — Откупная система.
- 1858 — Кавеньяк.
- 1858 — Июльская монархия.
- 1859 — Материалы для решения крестьянского вопроса.
- 1859 — Суеверие и правила логики.
- 1859 — Капитал и труд.
- 1859−1862 — Политика.  Ежемесячные обзоры заграничной политической жизни.
- 1860 — История цивилизации в Европе от падения Римской империи до Французской революции.
- 1861 — Политико-экономические письма к президенту Американских Соединённых Штатов Г. К. Кэри.
- 1861 — О причинах падения Рима.
- 1861 — Граф Кавур.
- 1861 — Непочтительность к авторитетам. По поводу 'Демократии в Америке' Токвиля.
- 1861 — Барским крестьянам от их доброжелателей поклон.
- 1862 — В изъявление признательности Письмо к г. З<ари>ну.
- 1862 — Письма без адреса.
- 1878 — Письмо сыновьям А. Н. и М. Н. Чернышевским.

### Мемуары
- 1861 — Н. А. Добролюбов. Некролог.
- 1883 — Заметки о Некрасове.
- 1884−1888 — Материалы для биографии Н. А. Добролюбова, собранные в 1861—1862.
- 1884−1888 — Воспоминания об отношениях Тургенева к Добролюбову и о разрыве дружбы между Тургеневым и Некрасовым.

### Философия и эстетика
- 1854 — Критический взгляд на современные эстетические понятия.
- 1855 — Эстетические отношения искусства к действительности.  Магистерская диссертация.
- 1855 — Возвышенное и комическое.
- 1855 — Характер человеческого знания.
- 1858 — Критика философских предубеждений против общинного владения.
- 1860 — Антропологический принцип в философии. «Очерки вопросов практической философии». Сочинение П. Л. Лаврова.
- 1888 — Происхождение теории благотворности борьбы за жизнь. Предисловие к некоторым трактатам по ботанике, зоологии и наукам о человеческой жизни.

### Переводы
- 1858—1860 — «История восемнадцатого столетия и девятнадцатого до падения Французской империи» Ф. К. Шлоссера.
- 1860 — «Основания политической экономии Д. С. Милля» (со своими примечаниями).
- 1861—1863 — «Всемирная история» Ф. К. Шлоссера.
- 1863—1864 — «Исповедь» Ж. Ж. Руссо.
- 1884−1888 — «Всеобщая история Г. Вебера» (со своими статьями и комментариями успел перевести 12 томов).

## Собрания сочинений
- Сочинения Н. Чернышевского. — 1-е полн. изд. Изд. М. Элпидина и К°. Т. 1-[5]. — Vevey : B. Benda successeur de R. Lesser, 1867—1870. — 5 т.
- Полное собрание сочинений в 10 томах. Издательство: Типография Товарищества «Общественная польза»,1905.
- Н. Г. Чернышевский. Полное собрание сочинений в 16 томах. Гослитиздат,1939-1953 гг.
- Н. Г. Чернышевский. Собр.соч.в 5 томах. Правда,1974.

## Влияние
Влияние Чернышевского на современников было огромно. Его воззрения (прежде всего — изложенные в романе «Что делать?» воспринимались буквально как руководство к действию. Как вспоминал А. М. Скабичевский:

Всюду начали заводиться производительные и потребительные ассоциации, мастерские, швейные, сапожные, переплетные, прачечные, коммуны для общежитий, семейные квартиры с нейтральными комнатами и пр. Фиктивные браки с целью освобождения генеральских и купеческих дочек из-под ига семейного деспотизма в подражание Лопухову и Вере Павловне, сделались обыденным явлением жизни, при чём редкая освободившаяся таким образом барыня не заводила швейной мастерской…
Е. Н. Водовозова вспоминала:

В настоящее время трудно представить себе, какое огромное влияние имел роман на своих современников. Его обсуждали не только в собраниях, специально для этой цели устраиваемых, но редкая вечеринка обходилась без споров и толков о тех и других вопросах, в нём затронутых.
Чернышевский как революционный идеолог и романист упоминается в высказываниях Ф. Энгельса, А. Бебеля, Х. Ботева и других исторических личностей.
Карл Маркс писал в Послесловии ко второму изданию «Капитала»:

Люди, все ещё претендовавшие на научное значение и не довольствовавшиеся ролью простых софистов и сикофантов господствующих классов, старались согласовать политическую экономию капиталистов с притязаниями пролетариата, которых уже нельзя было более игнорировать. Отсюда тот плоский синкретизм, лучшим представителем которого является Джон Стюарт Милль. Это — банкротство «буржуазной» политической экономии, как мастерски выяснил уже в своих «Очерках политической экономии по Миллю» великий русский ученый и критик Н. Чернышевский.
В СССР Чернышевский стал культовой фигурой истории революционной борьбы в связи с крайне восторженными высказываниями В. И. Ленина о романе «Что делать?».

## Критика
Как литературные и философские труды Чернышевского, так и его практическая деятельность неоднократно подвергались критике, как современников, так и потомков.
Весьма критично относился к Чернышевскому Лев Толстой. Он, в частности, был автором комедии «Заражённое семейство» (1863—1864), написанной, по словам автора «в насмешку эманципации женщин и так называемых нигилистов». В частности, в комедии содержались насмешки над романом «Что делать?» и этикой Чернышевского.
Ф. М. Достоевский относился к Чернышевскому крайне негативно и считал его идеи вредоносными и разрушительными, а самого Чернышевского — человеком, не заслуживающим уважения. Под впечатлением от его сочинений (и особенно от романа «Что делать?») написал знаменитые «Записки из подполья».
В эмигрантской среде, не изжившей в себе преклонение перед революционерами, Чернышевский оставался фигурой вне критики. Например, редакция эмигрантского журнала «Современные записки» отказалась публиковать полный текст романа Набокова (Сирина) «Дар», в четвёртой главе которой был сатирически изображён Чернышевский. Глава была изъята из текста, так что полный текст «Дара» увидел свет только в 1952 году.
Н. Бердяев писал о Чернышевском, что
...этот материалист и утилитарист, этот идеолог русского «нигилизма» был почти святой. Когда жандармы везли его в Сибирь, на каторгу, то они говорили: нам поручено везти преступника, а мы везем святого.
Однако он признавал, что
Чернышевский имел самую жалкую философию, которой была заполнена поверхность его сознания... В нем была большая человечность, он боролся за освобождение человека. Он боролся за человека против власти общества над человеческими чувствами. Но мышление его оставалось социальным, у него не было психологии и не было метафизической глубины человека в его антропологии.

## Цитаты
«Венец животной жизни, высшая ступень, достигаемая процессам природы вообще, нервный процесс состоит в переходе мозговой материи в газообразное состояние, в возвращении жизни к преобладанию газообразной формы, с которой началось планетное развитие» (Из статьи Н. Чернышевского «Критика философских предубеждений против общинного владения»).
«В правде сила таланта; ошибочное направление губит самый сильный талант.»
«Не нужно доказывать, что образование — самое великое благо для человека. Без образования люди и грубы, и бедны, и несчастны.»
«Отвергать прогресс — такая же нелепость, как и отвергать силу падения.»
«Прогрессивные люди в Европе, так восхищавшиеся Северо-Американскими Штатами, с такой гордостью ставившие их в пример всем европейским нациям, смущены и скомпрометированы слабостями, какие обнаружились в их идеале» (Из рецензии (1861) Чернышевского на «Политико-экономические письма к президенту Американских Соединённых Штатов» американского экономиста Г. Кэри).
«Если бы экономисты отсталой школы понимали неизбежность влияния государства на экономические отношения, они, вероятно, вместо пустых толков об утопической системе невмешательства занялись бы определением истинно полезных предметов и действительно разумных границ неизбежного вмешательства» («Экономическая деятельность и законодательство»).
«Кем довольны все, тот не делает ничего доброго, потому что добро невозможно без оскорбления зла.»
«Никакое положение не оправдывает бездействия; всегда можно делать что-нибудь не совершенно бесполезное; всегда надобно делать все, что можно.»
«Говори же всем: вот что в будущем, будущее светло и прекрасно. Любите его, стремитесь к нему, работайте для него, приближайте его, переносите из него в настоящее, сколько можете перенести: настолько будет светла и добра, богата радостью и наслаждением ваша жизнь, насколько вы умеете перенести в неё из будущего. Стремитесь к нему, работайте для него, приближайте его, переносите из него в настоящее все, что можете перенести». (Фрагмент романа «Что делать?»)

## Память о Чернышевском
Память о Николае Гавриловиче Чернышевском увековечена различными способами:
- Саратовский государственный университет имени Н. Г. Чернышевского

### Географические названия
- В честь писателя назван ряд улиц, площадей и переулков во многих городах бывшего СССР, включая Орёл[32], Саратов, Санкт-Петербург, Астрахань, Иркутск, Чебоксары, Усолье-Сибирское где жил и бывал писатель.
- Посёлок городского типа Чернышевский, расположенный на реке Вилюй выше по течению от Вилюйска — места ссылки писателя.
- Станция «Чернышевская» Петербургского метрополитена.

### Памятники
Памятники Н. Г. Чернышевскому, установленные в Саратове:
- Памятник Чернышевскому на одноимённой площади, открыт в 1953 году. Скульптор А. П. Кибальников.
- Памятник Чернышевскому на территории СГУ, скульптор Перфилов В. И.
- на Воскресенском кладбище на могиле писателя.

Памятник Н.Г. Чернышевскому, ск. Кибальников
Памятник Н.Г. Чернышевскому, СГУ
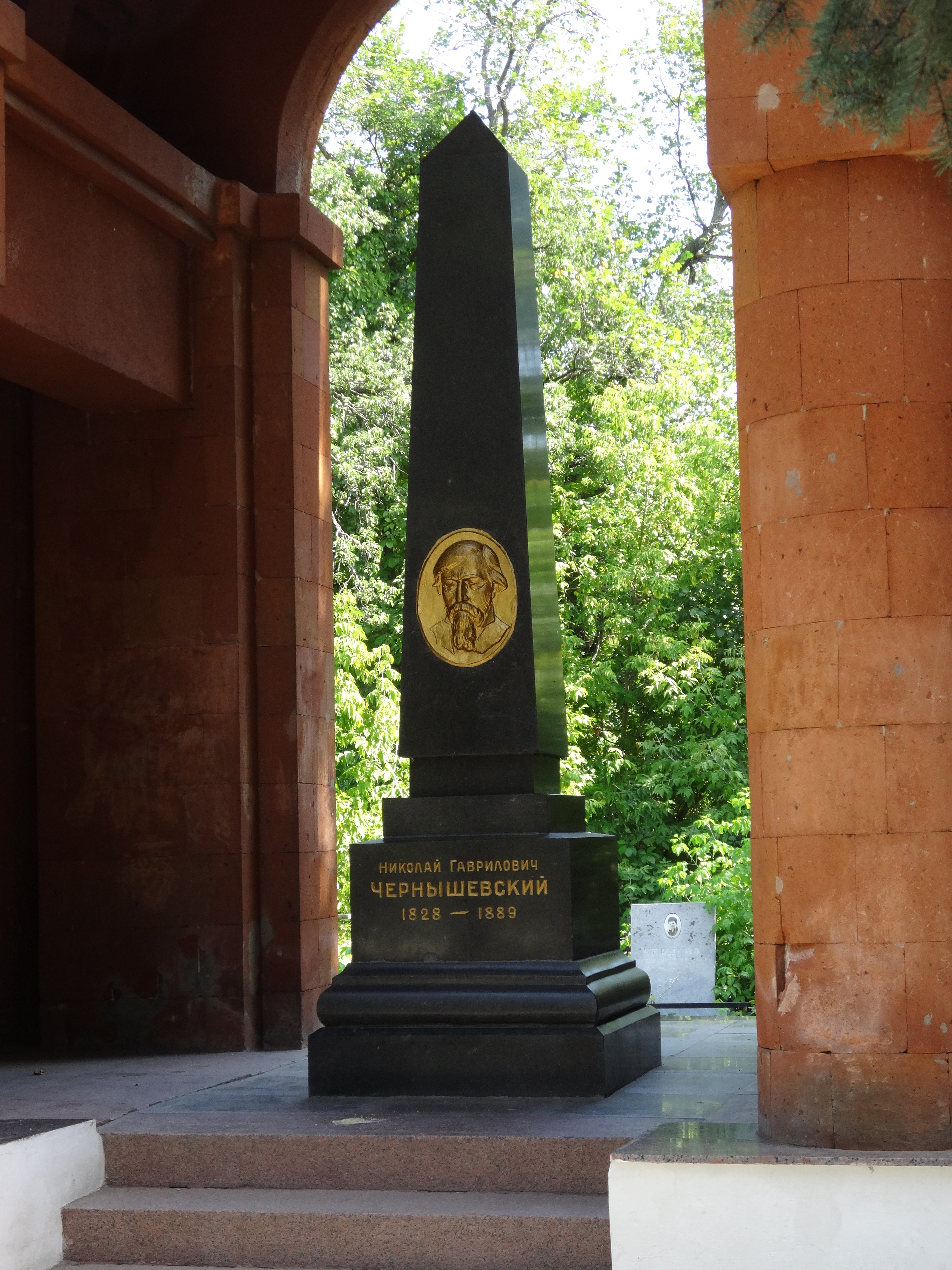
Надгробный памятник Н.Г. Чернышевскому, Саратов
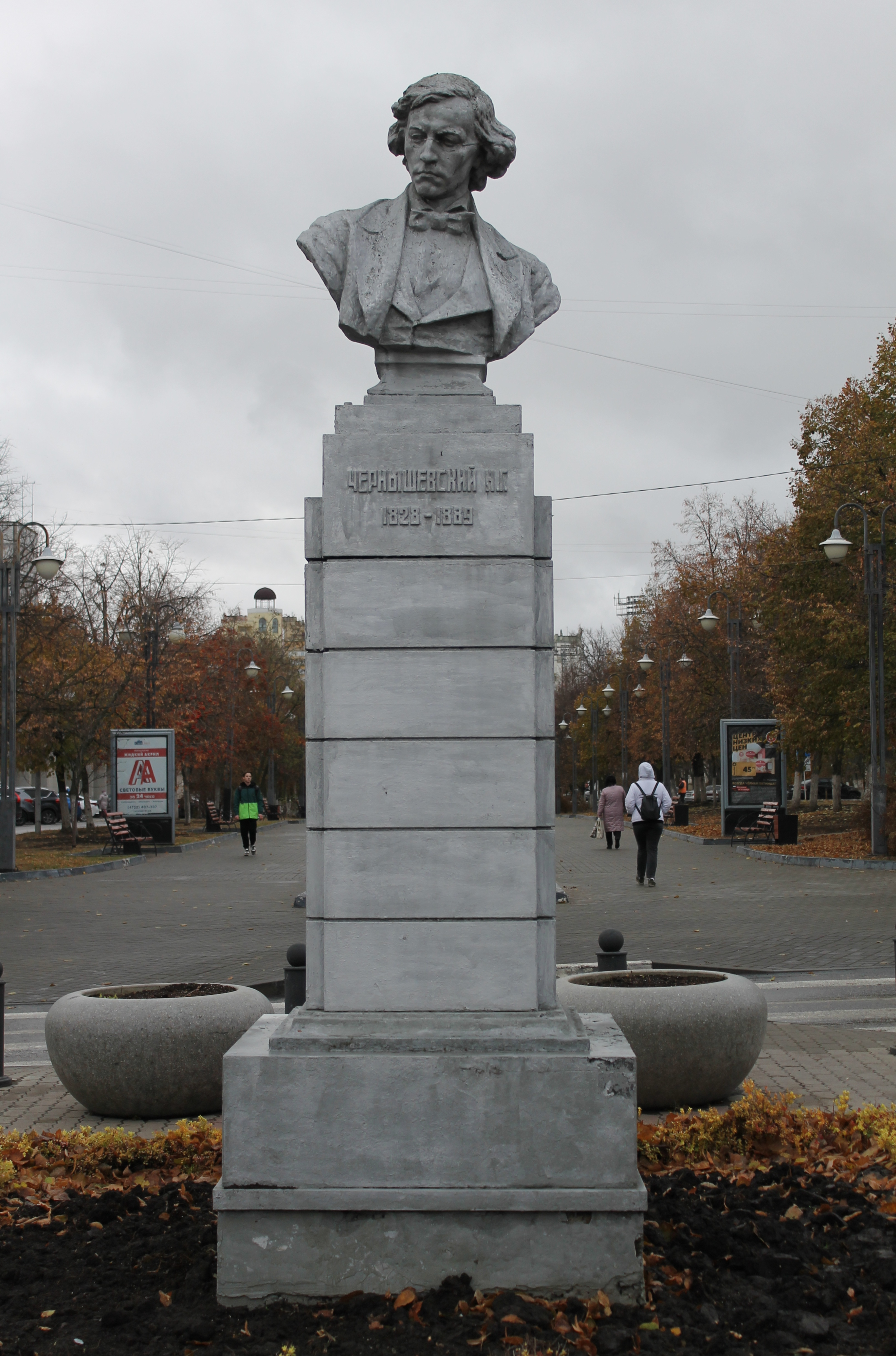
Бюст писателя-демократа Н.Г. Чернышевского в г. Белгород

Имеются памятники в Санкт-Петербурге, Вилюйске, Белгороде и посёлке Чернышевский.
В Москве памятник Чернышевскому установлен в 1988 году в сквере рядом с улицей, носившей его имя (в 1992 ей вернули дореволюционное название Покровка). Проект разработали скульптор Ю. Г. Нерода и архитектор В. А. Петербуржцев. Чернышевский сидит в крылатке на скамье, за его спиной находится гранитная стена с вмонтированными «причальными кольцами», символизирующими кандалы.

### В филателии
Почтовые марки с портретом Н. Г. Чернышевского были выпущены в СССР в 1939, 1953, 1957, а также в 1978 году. Также в 1978 году был издан художественный маркированный конверт, посвящённый писателю.

почтовые марки СССР
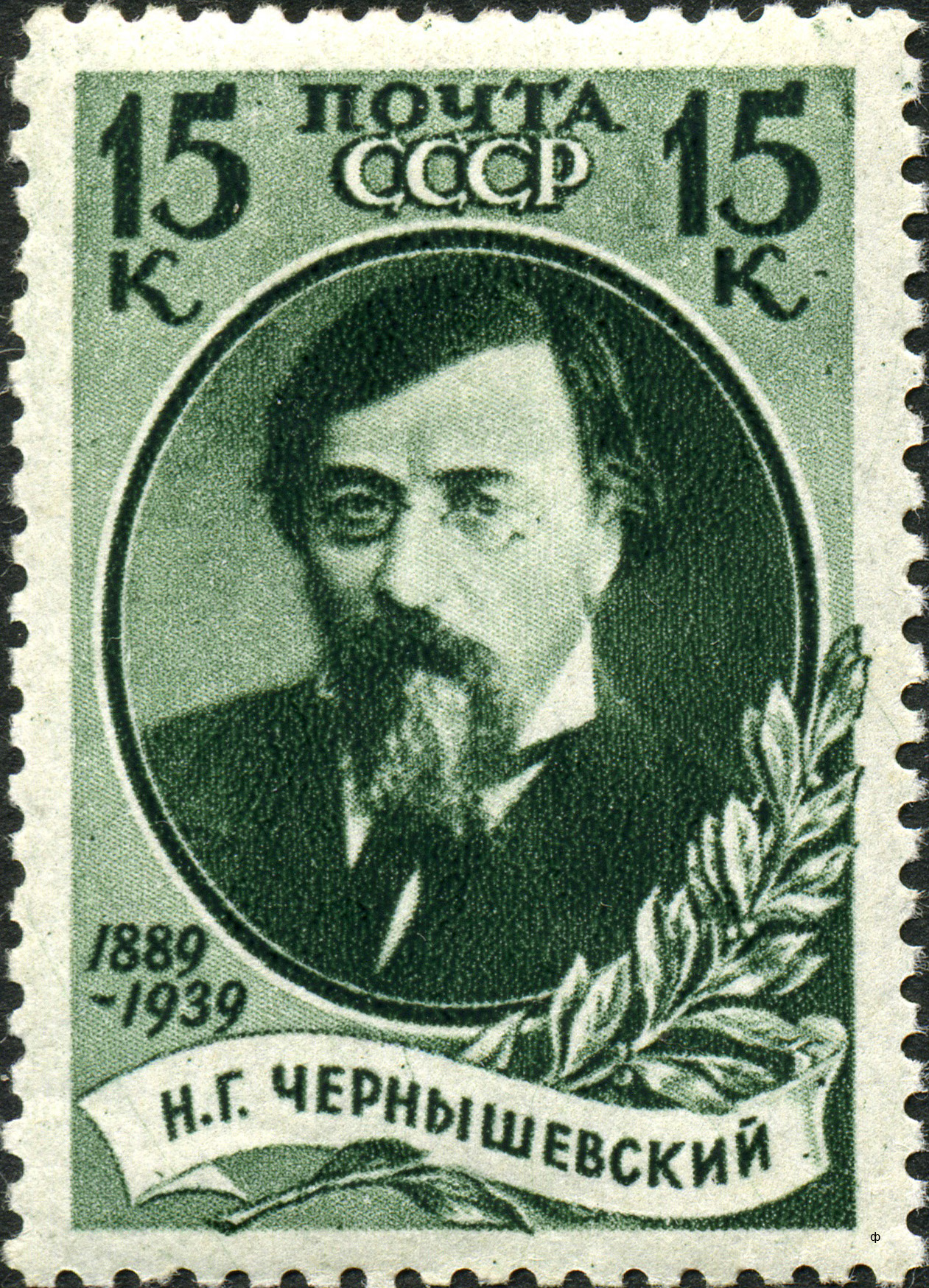
1939 год
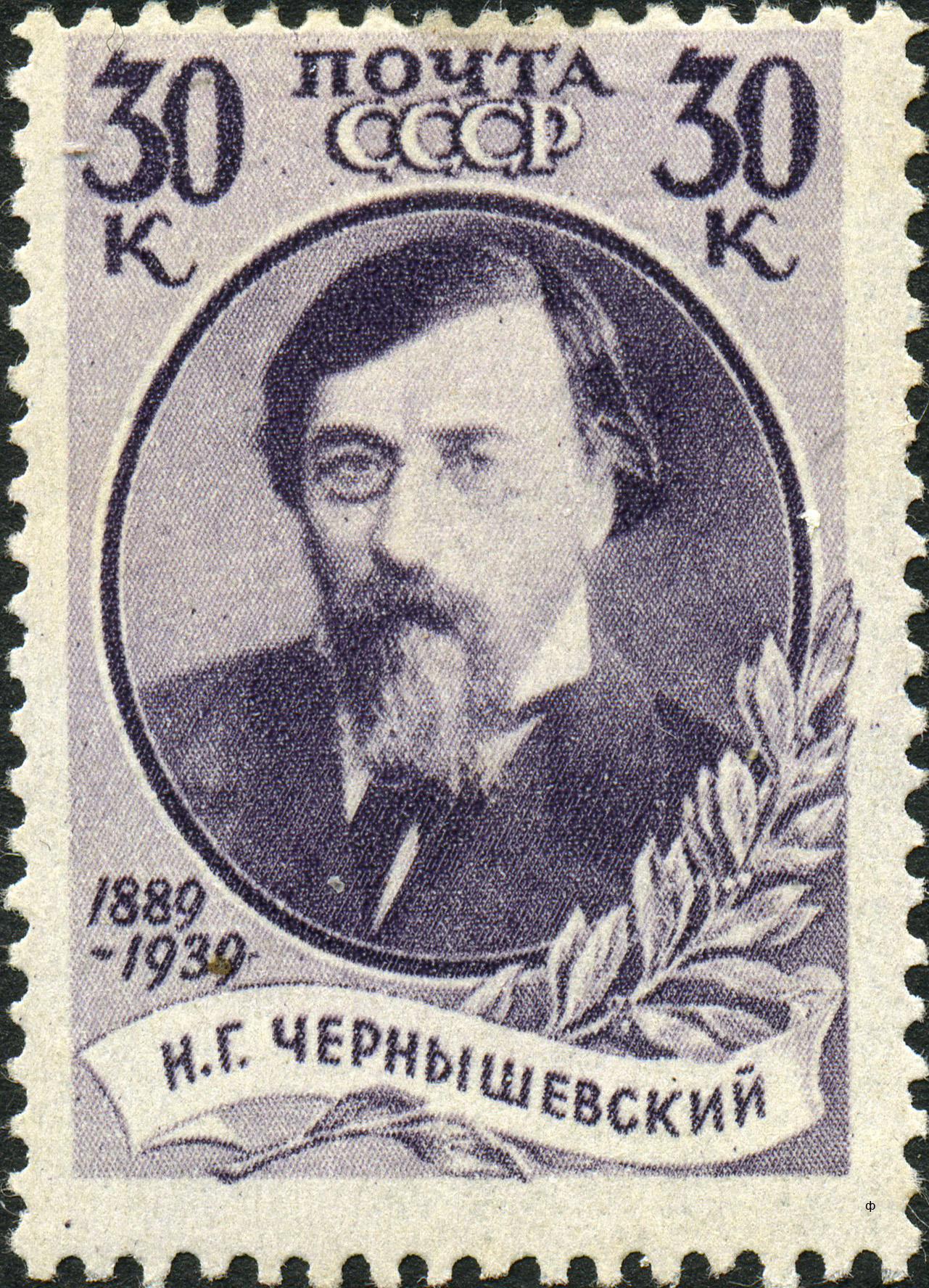
1939 год
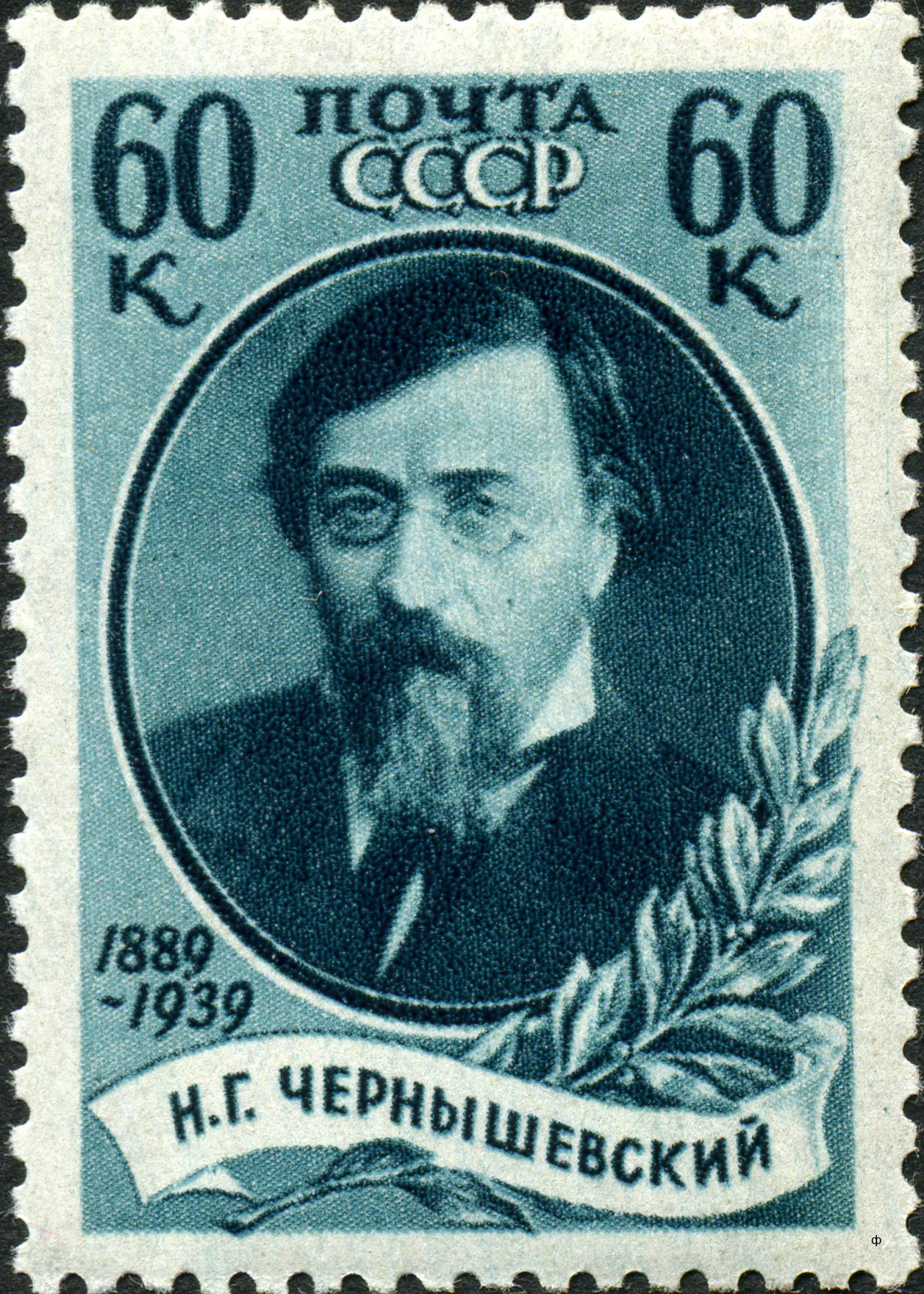
1939 год
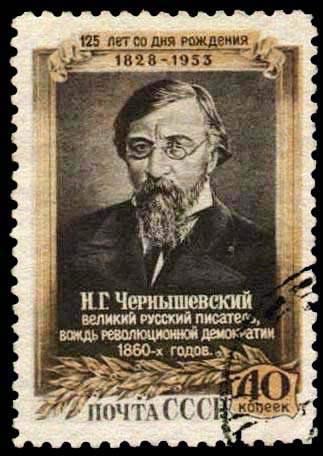
1953 год
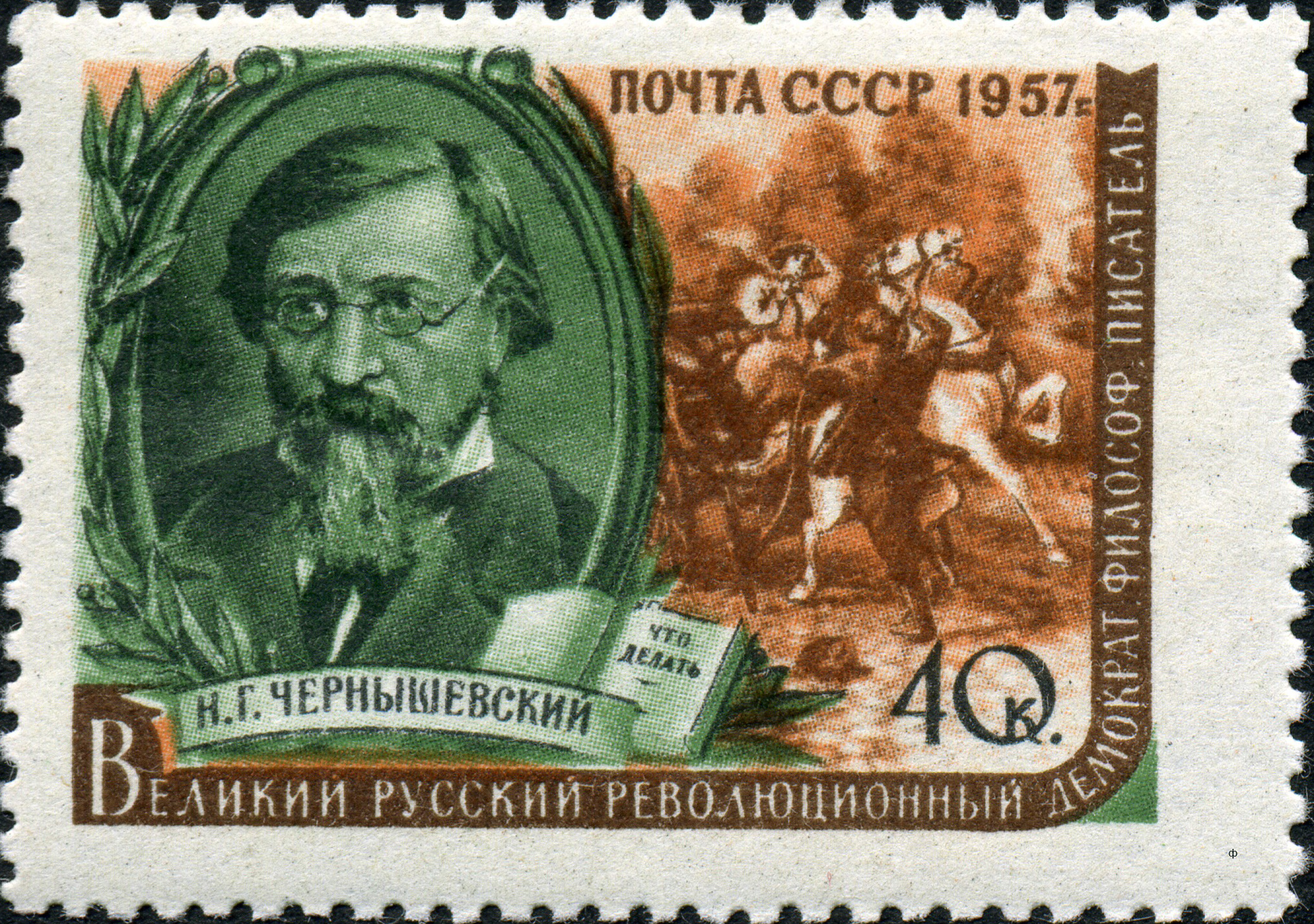
1957 год
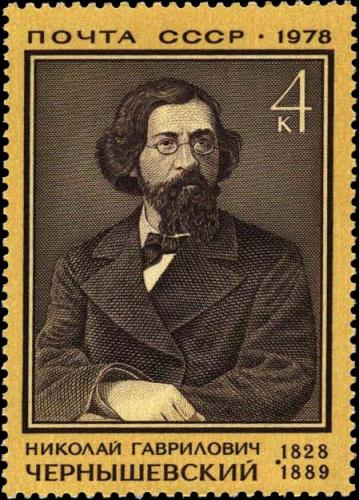
1978 год

### Архив
Личный фонд Н.Г. Чернышевского хранится в Российском государственном архиве литературы и искусства. Фонд насчитывает 1486 единиц хранения за 1818–1967 гг. Сюда вошли фотографии, рукописи (статьи, исследования, рецензии), переписки, биографические материалы и материалы творческой деятельности, воспоминания и статьи о Чернышевском, а также документы родственников. Также здесь хранятся книги из личной библиотеки писателя с его пометами.

### Прочее

Чернышевский, Гагарин и другие жители Саратова (мозаика на стене здания)

Также имя Н. Г. Чернышевского носят:
- в России:
  - В Санкт-Петербурге: станция метро, проспект и площадь, а также сад.
  - Борисоглебский муниципальный драматический театр имени Н. Г. Чернышевского.
  - Государственная республиканская библиотека имени Н. Г. Чернышевского (город Бишкек).
  - Саратовский государственный университет.
  - Вилюйское педагогическое училище.
  - В Якутске улица имени Н. Г. Чернышевского.
  - Забайкальский государственный университет.
  - В г. Вологда улица Чернышевского
  - Музеи имени Н. Г. Чернышевского работают в Саратове, Вилюйске, а также в селе Александровский Завод.
- в Казахстане:
  - С 1928 года имя писателя носит средняя школа № 1 города Семипалатинска (Казахстан).

Н. Г. Чернышевский послужил прототипом Чернова — героя незавершённой повести С. В. Ковалевской «Нигилист» (1890).
8 ноября 1984 года в честь Н. Г. Чернышевского назван астероид 2783 Chernyshevskij, открытый в 1974 году астрономом Н. С. Черных.

## Комментарии
1. ↑  А. Н. Пыпин вспоминал впоследствии: «Кажется, очень рано он был хорошим латинистом; мне ясно припоминается он за чтением латинской книги… Это было старое, первых годов семнадцатого столетия, издание Цицерона; помню, что он читал его свободно, не обращаясь к словарю.»
2. ↑  Вильгельм-Якоб (Василий Иванович) Лауфферт (8.9.1824 — 20.2.1877) — художник. Был одним из первых в России студийных фотографов; в 1862 году стал владельцем фотоателье в доме Вревской на Большой Морской улице. Похоронен в Санкт-Петербурге на Волковском лютеранском кладбище. При изготовлении фотоснимка Лауфферт применил ретушь и белила, чтобы фигура и черты лица прорисовывались более четко.
3. ↑  При этом Чернышевский ненавидел Толстого, неоднократно оскорблял его в печати, однако считал полезным использовать творчество Толстого для политических целей. Впоследствии то же самое делал Ленин, написав ряд текстов о Толстом (самый известный — «Толстой как зеркало русской революции»)
4. ↑  Есть мнение, что профессор И. И. Давыдов, занимавший кафедру русской словесности в Московском университете, «настроил» против Чернышевского министра народного просвещения А. С. Норова, который запретил присуждение Чернышевскому звания.